# 埃列娜·久尔克
埃列娜·久尔克（羅馬尼亞語：Elena Giurcă，1946年1月11日—2013年9月），罗马尼亚女子赛艇运动员。她曾代表罗马尼亚参加1976年和1980年夏季奥林匹克运动会赛艇比赛，其中1976年奥运会获得一枚铜牌。